# Ext2
ext2 eller second extended filesystem är ett filsystem för Linuxkärnan. Det utvecklades ursprungligen av Rémy Card som en ersättare till extended file system (ext) och introducerades i januari 1993. Det är tillräckligt snabbt för att användas som standard inom benchmarking av filsystem. Även om ext2 inte är ett journalförande filsystem så är dess efterföljare ext3 det, samtidigt som det är nästan helt kompatibelt med ext2.
ext2 följer praxis för Unix-filsystem, med superblock som beskriver filsystemet, i-noder som beskriver enskilda filer och datablock för filernas innehåll.
I motsats till ext skrevs ext2 så att det skulle gå att förbättra: superblocket i ext2 innehåller information om vilka speciella egenskaper filsystemet använder och vilka av dessa egenskaper som är kompatibla med äldre versioner. Till exempel består en katalog av en länkad lista av filer. Då posten för varje fil innehåller både filnamnets längd och en länk till nästa post, kan man använda utrymme efter filnamnet för information som normalt inte ingår, såsom filens typ, utan att detta hindrar äldre drivrutiner att hitta den information de förväntar sig.
ext2 var förvalt filsystem i de flesta Linux-distributioner, bland annat Red Hat Linux, Fedora Core och Debian, intill det ersattes med ext3, som 2010 är det vanligaste filsystemet.